# Лю Чжицай
Лю Чжицай (кит. упр. 刘志才; 20 октября 1954, Далянь, Ляонин, КНР) — китайский футболист, защитник. Известен по выступлениям на Кубке Азии 1980 года.

## Карьера

### Карьера тренера
Лю Чжицай начал тренерскую карьеру в 2010 году в любительском клубе низшего дивизиона «Тяньцзинь Жуньюйлун», однако руководство поставило задачу развития команды и превращения её в профессиональный футбольный клуб — решением стала покупка команды «Аньхой Цзюфан», который представлял второй дивизион. С этой покупкой «Тяньцзинь» получил его место во втором дивизионе. За этим последовал сложный период в жизни Лю, когда он должен был переехать с командой в Шэньян (команда стала называться «Шэньян Шэньбэй») и заново набирать игроков, соответствующих требованиям профессионального футбола. В сезоне 2011 года в Первой лиге Лю Чжицаю была поставлена задача выхода в Суперлигу, однако он понимал, что с таким составом место команды — в середине таблицы. Несмотря на достойное 6-е место по итогам сезона, Лю был уволен, а на смену ему пришёл известный специалист, обладатель Кубка Китайской футбольной ассоциации Ари Хан.
В сезоне 2012 года возглавляет клуб второй лиги «Гуйчжоу Чжичэн Торо».

## Статистика выступлений за сборную
| Соревнования              | Год       | Матчи | Голы |
| ------------------------- | --------- | ----- | ---- |
| Товарищеские матчи        | 1975-1981 | 7     | 0    |
| Летние Азиатские игры     | 1978      | 7     | 0    |
| Кубок Азии (квалификация) | 1978      | 2     | 0    |
| Всего                     |           | 16    | 0    |